# 网络警察
网络警察，简称网警，是指政府中負責维护网络安全的警察。

## 中華人民共和國
在中国，网络警察主要指公安部门的网监警察和国安部门的网络安全人员。耗资几亿人民币的金盾工程在約2006开始运行。
网监警察通常使用域名劫持、关键字过滤、网络嗅探、网关IP封锁、电子数据取证等技术来过滤、获取有关情报信息；查禁、封堵和阻断反对政府和执政党的一切信息；查处网络和计算机违法犯罪；备份、调取有关电子证据等。
中國的國安部門亦在國內、外各個討論區、新聞組等地進行信息監察。
以上在國內都稱之為网络警察，但由於他們不時積極介入或干擾進行中的討論，所以一般在境外民眾根本不能把他們跟網特分辨，所以會把他們一併普遍當作是網特的一分子。
另外，杭州公安局亦開始利用QQ讓網民在網上報案。
從2015年6月1日起，中國五十個省市公安機關統一以「網警巡查執法」為帳號，在微博、微信和百度貼吧等社群網路上線，查緝「違法和有害訊息」、遏止「不良言行」。這是中國網路警察化暗為明，首次公開「亮相」執法，台灣自由時報稱此舉遭外界質疑實為加強箝制網路言論。
一篇对山东省东营市网警的报道中，该市网警办公桌上的标志显示其负责对境外的Facebook、Twitter、Telegram，及境内的新浪微博、微信、QQ进行监控。

### 香港特別行政區
前香港警務處處長曾蔭培宣佈從商業罪案調查科調撥一批熱愛網上遊戲的人員聯同遊戲伺服器的所在地──台灣，有關方面的警務人員共同在遊戲內執勤，及接納網民就有關遊戲內的欺詐行為的舉報。

### 中華民國
中華民國刑事警察局科技犯罪防制中心即為專責電腦及網路犯罪的刑事偵查工作。

### 美國
最早的網絡警察在美國第二大網絡CompuServe出現。他們大多數都是自願性質，一方面保證沒有未成年的參與者進入成人聊天室，另一方面，監察聊天室或遊戲室內有沒有人利用非法手段來在遊戲裡勝出。

### 伊朗
伊朗網絡警察隸屬伊朗伊斯蘭共和國執法部隊，成立於2011年1月。

## 外部連結
- Cybercrime.gov （页面存档备份，存于）  US Department of Justice CCIPS
- Cybercellmumbai.com Indian Cyber Crime Investigation Cell
- US CERT （页面存档备份，存于） United States Computer Emergency Readiness Team (US-CERT)
- US Secret Service Computer Fraud
- On Guard OnGuardOnline.gov provides practical tips from the federal government and the technology industry to help you be on guard against Internet fraud, secure your computer, and protect your personal information.
- RCMP Computer Crime Prevention Royal Canadian Mounted Police
- CERT Estonia The Computer Emergency Response Team of Estonia
- Tallahassee Internet Police